# Малх
Малх — персонаж Нового Завета, раб первосвященника, участвовавший в аресте Иисуса Христа в Гефсиманском саду.

## Евангельский рассказ

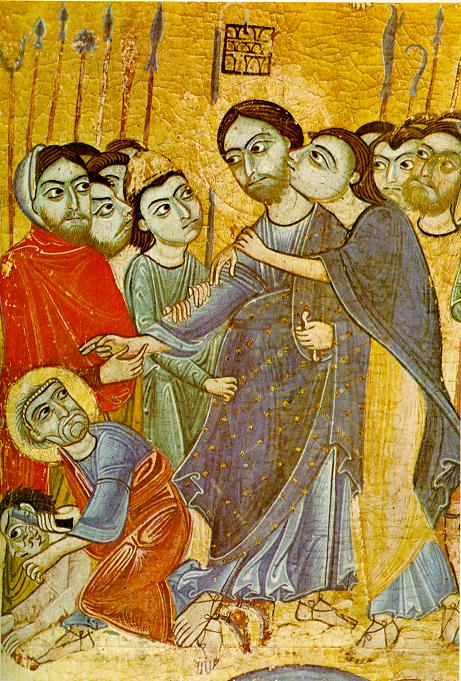
«Поцелуй Иуды». У ног Иисуса Пётр отрезает ухо Малху
(неизвестный мастер, XII век)

О рабе первосвященника, участвовавшем в аресте Иисуса Христа, сообщают все евангелисты, но только Иоанн Богослов называет его по имени Малх и сообщает, что апостол Пётр отсёк ему ухо мечом. Об исцелении раба сообщает только Лука.
| Евангелие                | Текст |
| ------------------------ | --- |
| От Матфея (Мф. 26:51-54) | И вот, один из бывших с Иисусом, простерши руку, извлёк меч свой и, ударив раба первосвященникова, отсёк ему ухо. Тогда говорит ему Иисус: возврати меч твой в его место, ибо все, взявшие меч, мечом погибнут; или думаешь, что Я не могу теперь умолить Отца Моего, и Он представит Мне более, нежели двенадцать легионов Ангелов? как же сбудутся Писания, что так должно быть? |
| От Марка (Мк. 14:47)     | Один же из стоявших тут извлёк меч, ударил раба первосвященникова и отсёк ему ухо. |
| От Луки (Лк. 22:49-51)   | Бывшие же с Ним, видя, к чему идёт дело, сказали Ему: Господи! не ударить ли нам мечом? И один из них ударил раба первосвященникова, и отсёк ему правое ухо. Тогда Иисус сказал: оставьте, довольно. И, коснувшись уха его, исцелил его. |
| От Иоанна (Ин. 18:10-11) | Симон же Петр, имея меч, извлёк его, и ударил первосвященнического раба, и отсёк ему правое ухо. Имя рабу было Малх. Но Иисус сказал Петру: вложи меч в ножны; неужели Мне не пить чаши, которую дал Мне Отец? |

В Толковой Библии преемников А. П. Лопухина сообщается, что имя Малх не иудейское, а арабское, и, вероятно, этот раб был родом язычник.

## Предания
В легендах Малх отождествляется со служителем первосвященника Анны, который ударил Иисуса по щеке, сказав: «Так отвечаешь Ты первосвященнику?» (Ин. 18:23). В наказание за свою дерзость Малх был осужден на вечное пребывание в подземном склепе, где он ходит безостановочно вокруг столба. Это предание зафиксировано в записках итальянских паломников в Иерусалим XV—XVII веков. В связи с этим в итальянских сказаниях о вечном жиде он получил имя Малх (Malchus).

## В литературе
Артур Конан Дойль в историческом романе «Белый отряд» о Столетней войне так упоминает о потере этим персонажем уха:

Кстати, что касается убийства Спасителя, то это была прескверная история. Добрый падре во Франции прочел нам по записи всю правду о ней. Солдаты настигли его в саду. Может быть, апостолы Христовы и были людьми святыми, но как воинам им грош цена.
Правда, один, сэр Петр, действовал как настоящий мужчина; но — если только его не оклеветали — он отсек слуге всего лишь ухо, а рыцарь не стал бы хвалиться таким подвигом. Клянусь десятью пальцами! Будь я там с Черным Саймоном из Нориджа и несколькими отборными людьми из Отряда, мы бы им показали! А если уж ничего бы не смогли поделать, мы бы этого лжерыцаря,
сэра Иуду, так истыкали английскими стрелами, что он проклял бы тот день, когда взял на себя столь подлое поручение.